# Ålsgårde (stacja kolejowa)
Ålsgårde (duń. Ålsgårde Station) – stacja kolejowa w miejscowości Ålsgårde, w Regionie Stołecznym, w Danii. 
Przystanek położony jest na Hornbækbanen pomiędzy Helsingør i Gilleleje. Usługi związane z transportem kolejowym prowadzone są przez Lokaltog.

## Linie kolejowe
- Hornbækbanen